# Federico Campanella
Pour les articles homonymes, voir Campanella.
Federico Campanella (né le 10 juillet 1804 à Gênes et mort le 9 décembre 1884 à Florence) est un homme politique et un patriote italien du Risorgimento.

## Biographie
Fils de Sebastiano Campanella et de Benedetta Tassara, Federico Campanella s'inscrit le 11 février 1822 à l'université de Gênes, où il connait quelques soucis en raison de son anticléricalisme, qui lui valut diverses sanctions disciplinaires et suspensions. Malgré tout, il obtient son diplôme en droit à l'été 1829. Ami de Giuseppe Mazzini, il est parmi les fondateurs, avec les frères Jacopo et Giovanni Ruffini, de la première « Commission jeunesse » de la Jeune Italie et participe à l'expédition mazzinienne en Savoie en 1834. L'échec de la tentative d'insurrection l'oblige à s'exiler d'abord en Suisse, puis à Marseille, auprès de Luigi Melegari.
Rentré en Italie, il participe au soulèvement des Cinq journées de Milan. À l'annonce des nouvelles de l'insurrection de Milan, des volontaires génois forment la « Compagnie Mazzini » ; Campanella en fait partie et avec elle part pour Milan où il arrive le 23 mars 1848 après avoir participé à l'occupation de Pavie.
L'année suivante il figure parmi les chefs de l'insurrection à Gênes en tant que membre du gouvernement provisoire et chef d'État-major de la Garde nationale avec le grade de colonel. L'insurrection étant violemment réprimée par le général La Marmora, il réussit à s'échapper grâce un navire de guerre américain avec Goffredo Mameli et Nino Bixio et se rend à Rome où s'engage comme simple soldat avec Garibaldi pour la défense de la République romaine. Après le retour du Pape à Rome, il s'enfuit à Athènes, puis à Paris.
En 1851, il a été parmi ceux qui se sont opposés au coup d'État de Louis-Napoléon Bonaparte, mais avec l'accession au trône de ce dernier, il doit se réfugier à Londres. Resté en contact avec Mazzini et il s'efforce d'organiser le Parti d'action.
Il revient en Italie au moment de la seconde guerre d'indépendance, et suit Garibaldi dans l'expédition des Mille. Après la proclamation du royaume d'Italie, il est élu le 22 juin 1862 député au Parlement par le collège de Corleto Perticara en Basilicate, mais sa foi républicaine l'amène à démissionner de son mandat de député en 1863 parce que la Chambre avait approuvé la répression en Sicile.
Après cette démission, il a continué à s'engager en politique et a été parmi les organisateurs les plus infatigables du Parti républicain.
Franc-maçon , il est  élu grand maître honoraire et laisse la direction du Grand Orient d'Italie au nouveau grand maître Giuseppe Mazzoni. Admis au 33e degré, il est le grand commandeur du Suprême Conseil de Palerme du Rite écossais ancien et accepté.